# Nathan McGuinness
Nathan McGuinness é um especialista em efeitos visuais estadunidense. Foi indicado ao Oscar de melhores efeitos visuais na edição de 2004 pelo trabalho na obra Master and Commander: The Far Side of the World, ao lado de Stefen Fangmeier, Dan Sudick e Robert Stromberg.